# Johann Baptist von Spix

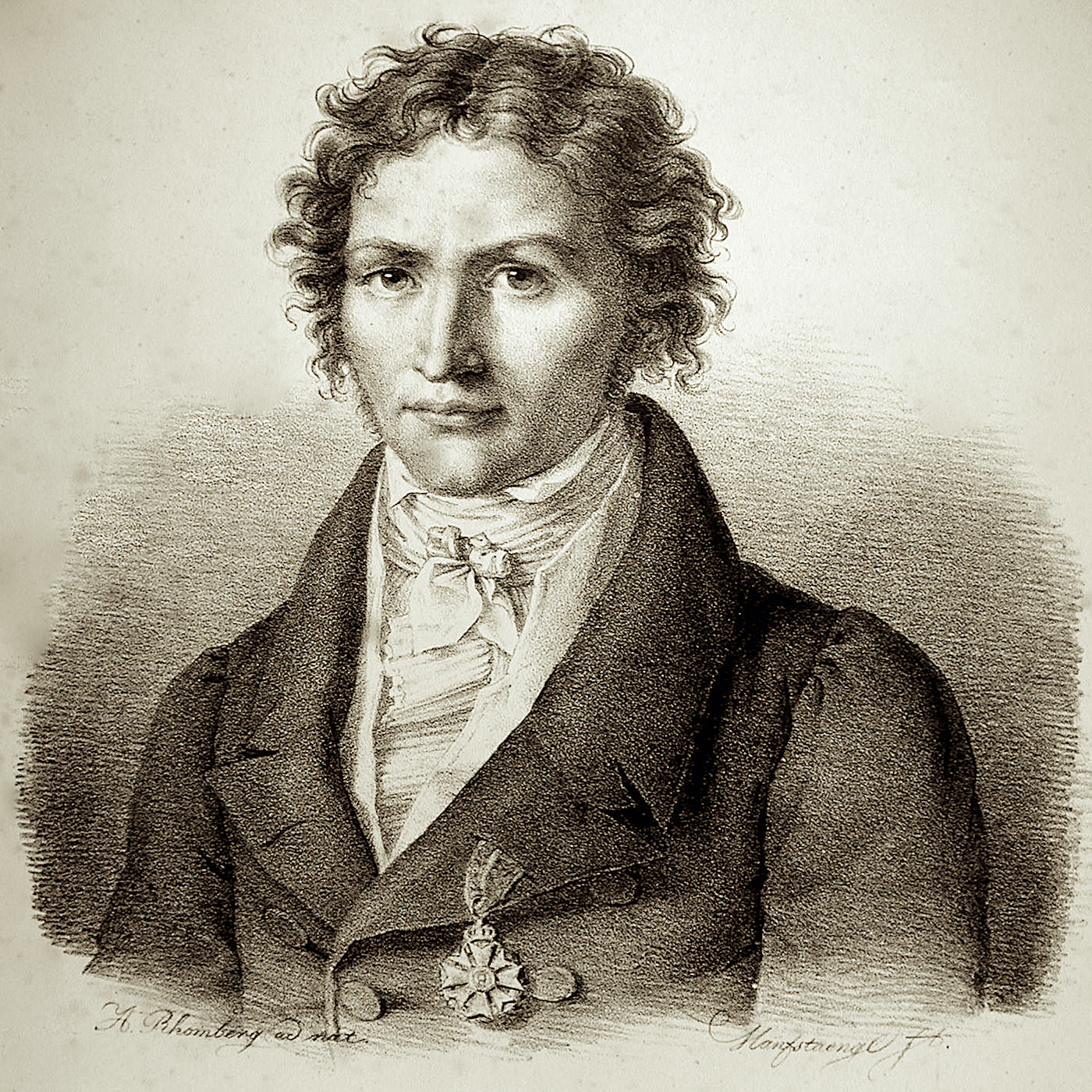
Johann Baptist von Spix

Johann Baptist Spix, ab 1821 Ritter von Spix, (* 9. Februar 1781 in Höchstadt an der Aisch; † 13. Mai 1826 in München) war ein deutscher Naturwissenschaftler.

## Leben
Johann Baptist Spix war siebtes von elf Kindern. Seit 2004 ist in seinem Geburtshaus ein kleines Museum untergebracht. Über seine Kindheit ist wenig bekannt. Er studierte in Bamberg Philosophie und promovierte. In Würzburg studierte er Theologie, brach aber unter dem Einfluss von Friedrich Schelling das Theologiestudium ab und studierte danach Medizin und Naturwissenschaften. Er promovierte ein zweites Mal. Übergangsweise war er niedergelassener Arzt in Bamberg.
Vermutlich durch den Einfluss von Soemmering, der seit 1805 in München einen Ruf an der Akademie innehatte und Spix aus seiner Würzburger Zeit kannte, wurde Spix nach München berufen. König Maximilian I. von Bayern gewährte ihm ein Stipendium, um in Paris die modernen Methoden der Zoologie zu erlernen. Spix nutzte die Gelegenheit zu meeresbiologischen Exkursionen und ersten wissenschaftlichen Untersuchungen.
Spix wurde im Jahr 1810 zum Adjunkt und 1811 zum Konservator der von nun an eigenständigen zoologischen Sammlungen in München berufen und hatte die Aufgabe, diese nach wissenschaftlichen Gesichtspunkten neu zu ordnen und auszubauen. Auf diese Berufung geht die Zoologische Staatssammlung München zurück. Ein 1811 erschienenes, umfassendes Werk über die Geschichte und Grundlagen der Zoologischen Systematik brachte ihm allgemeine wissenschaftliche Anerkennung. 1813 wurde er zum ordentlichen Mitglied der Bayerischen Akademie der Wissenschaften ernannt.

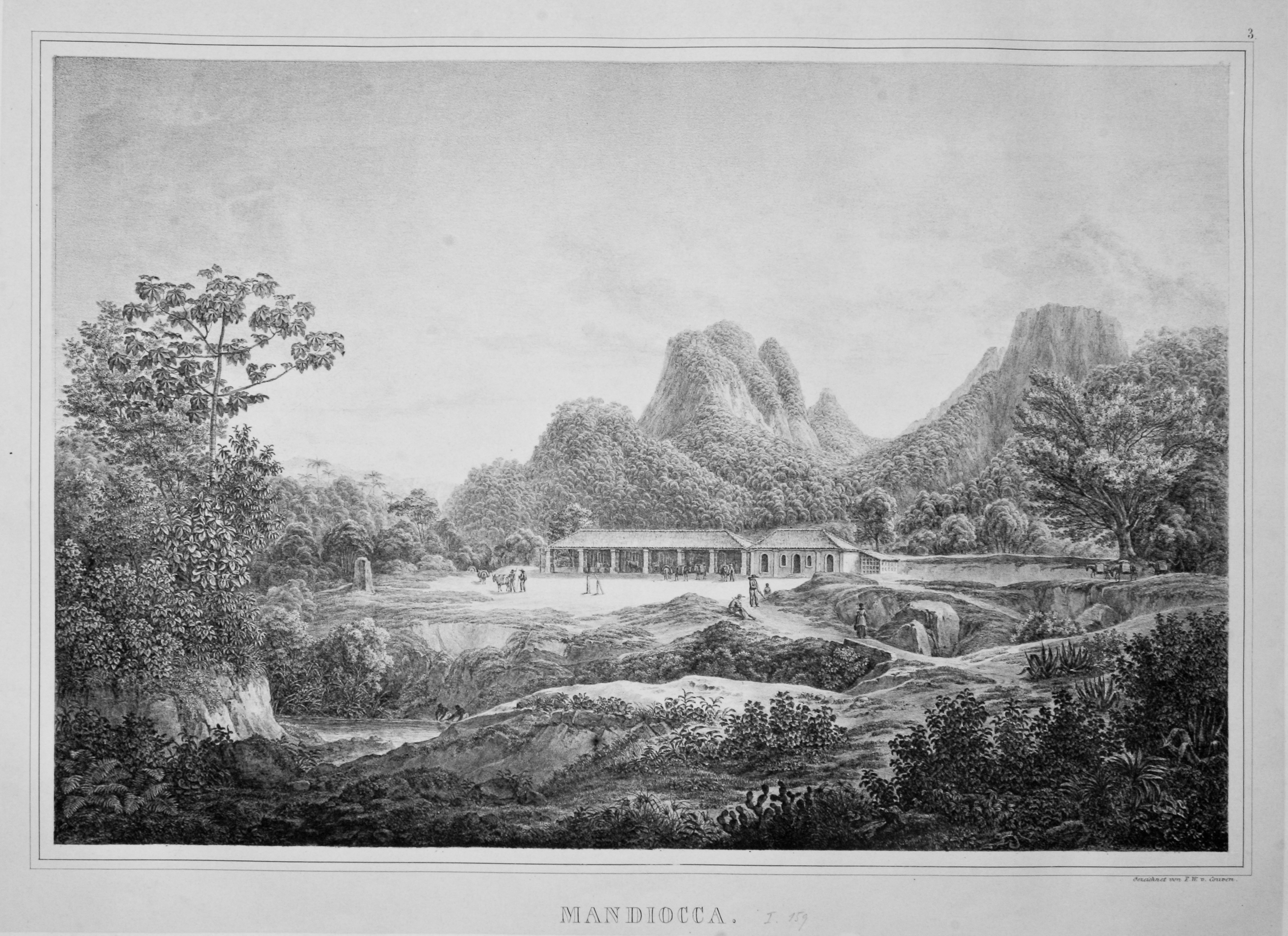
Das Landgut Mandioca von Graf Langsdorff in der Nähe von Rio de Janeiro. Hier waren Spix und Martius im Jahre 1817.

Johann Baptist Spix schloss sich 1817 der österreichischen Brasilien-Expedition an, reiste dann aber mit dem jüngeren Botaniker Carl Friedrich Philipp von Martius alleine bis 1820 von Rio de Janeiro durch das Innere Brasiliens bis Goiás und Rio São Francisco. Zwischen 1819 und 1820 befuhren Spix und Martius auch den Amazonas. Teilweise trennten sie sich, um in der gegebenen Zeit möglichst viel vom Land zu erkunden.

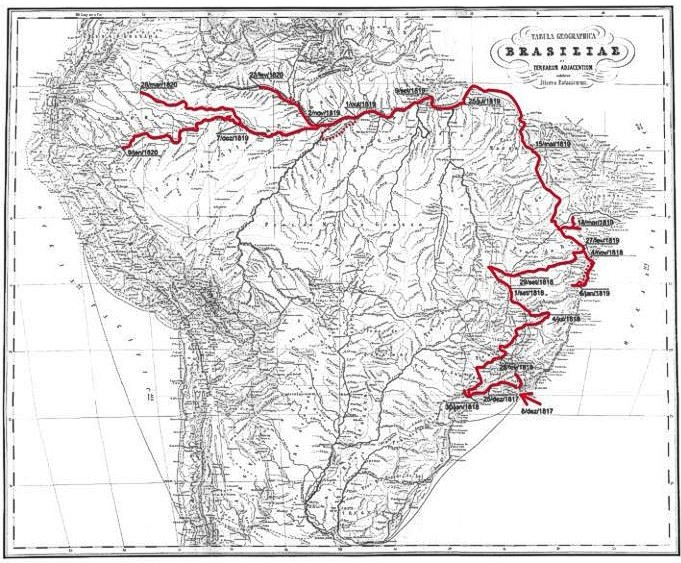
Reiseroute der Expedition von Spix und Martius

Von dieser Expedition brachten Spix und Martius eine Sammlung von 6.500 Pflanzen, 2.700 Insekten, 85 Säugetieren, 350 Vögeln, 150 Amphibien und Reptilien sowie 116 Fischen nach Deutschland zurück. Die gesammelten Tiere bilden eine wichtige Grundlage der heutigen zoologischen Sammlungen in München. Die zahlreichen ethnographischen Sammelstücke (Tanzmasken, Federschmuck, Waffen, Gebrauchsgegenstände) befinden sich im Museum Fünf Kontinente in München, sie sind zum Teil einzigartig. Darüber hinaus brachten Spix und Martius auch Münzen, Mineralien, Versteinerungen und vieles mehr nach München.
Nach der Rückkehr aus Brasilien wurde Spix geadelt und zum Ritter geschlagen. Außerdem wurde er in verschiedene Akademische Gesellschaften aufgenommen, erhielt eine Leibrente und viele Ehrungen. Er konnte sich ein Anwesen bei Lindau am Bodensee erwerben (Alwind), das er aber kaum noch benutzen konnte. Er war wohl auf Grund einer Tropenkrankheit gesundheitlich sehr geschwächt, konnte aber noch einige Werke publizieren, in denen er viele Tierarten wissenschaftlich beschrieb. Insbesondere schrieb Spix (mit Martius) das Werk Reise nach Brasilien …, in dem die Reise beschrieben wurde. Den ersten Band konnte er noch selbst zum Druck fertigstellen, der zweite und dritte Band wurde von Martius fortgesetzt (teils unter Verwendung der Aufzeichnungen von Spix). Insgesamt erschien das Werk in drei Bänden, 1823, 1828 und 1831 mit einem „Atlasband“.
Spix starb im Alter von 45 Jahren am 13. Mai 1826 in München, vermutlich an einer Tropenkrankheit.
Johann Andreas Schmeller notierte in seinem Tagebuch anlässlich des Todes und der Bestattung Spix', man hätte diesen lieber zwischen den beiden Indianerkindern, die dieser aus ihrer Heimat auf den Münchner Kirchhof gebracht habe, begraben sollen. Schmeller kannte Spix seit dem 19. Juli 1816. Damals war er mit Spix zur Kaum-Alpe gewandert, und schon damals war Spix laut Schmeller „schwächlich und kränklich“ gewesen. Er habe zusammen mit „Martinis Wittwe“, die ihm die Wirtschaft geführt habe, im Bad von Adelholzen eine Kur gebraucht. Später trafen sich Schmeller und Spix auf ihrem gemeinsamen Lieblingsspaziergang auf dem Grieslein. Spix habe, so Schmeller, vor der Brasilien-Expedition unter dem harten Urteil Sömmerings über seine Cephalogenesis gelitten und sei erst durch die Reise nach Brasilien geistig und körperlich wieder „auf die Beine“ gekommen, aber auch nach seiner Rückkehr habe Spix sich meist deprimiert gezeigt.

## Grabstätte

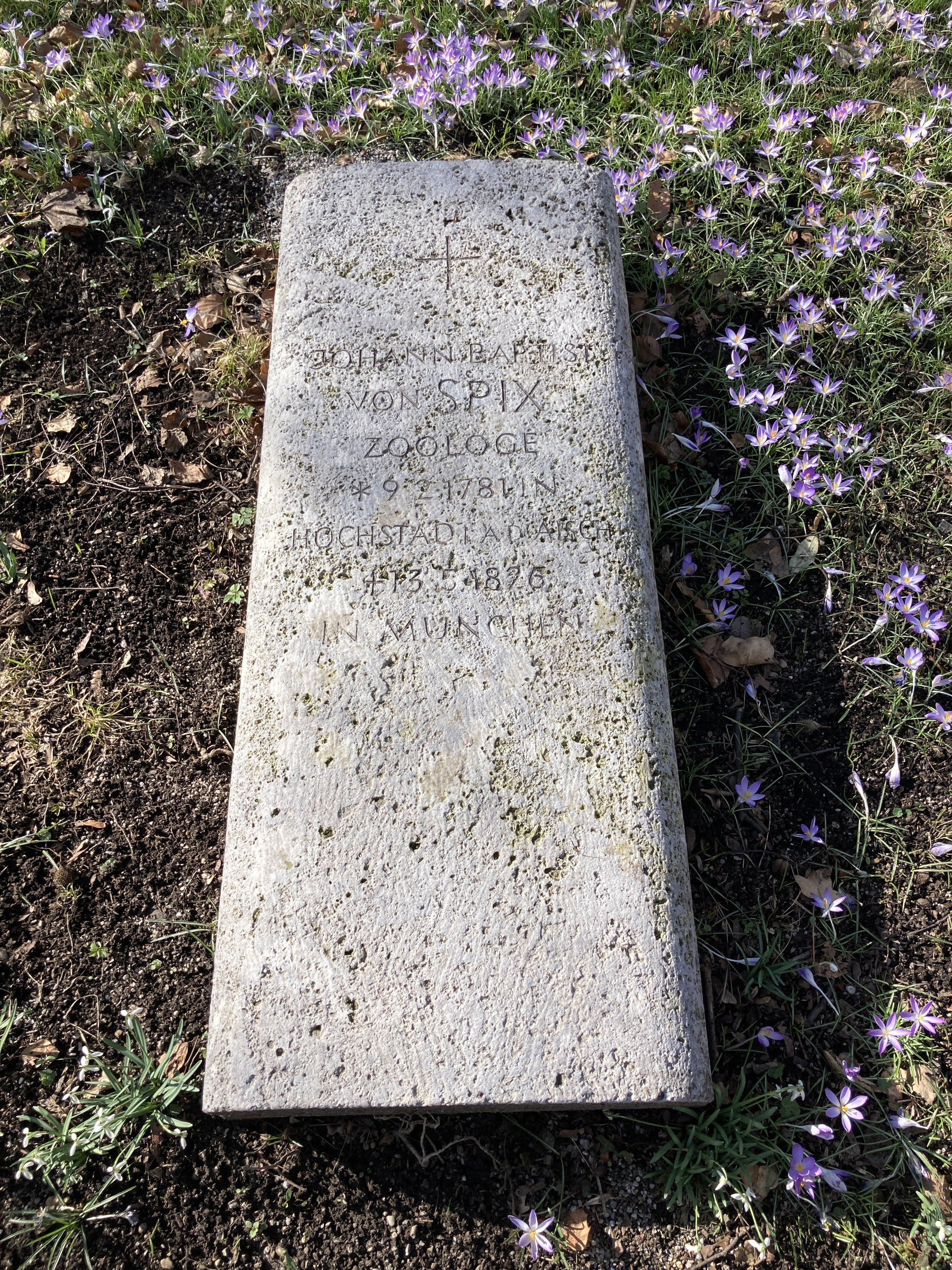
Grab (Ersatzgrabstein – Original verloren) von Johann Baptist Spix auf dem Alten Südlichen Friedhof in München

Die Grabstätte von Spix befindet sich auf dem Alten Südlichen Friedhof in München. Gräberfeld 5 - Reihe 1 - Platz 21 (Standort). Der heutige Grabstein ist ein Ersatzgrabstein, da es das ursprüngliche Grabmal nicht mehr gibt.

## Namensgeber für Straße
Nach Johann Spix wurde 1902 in München im Stadtteil Obergiesing (Stadtbezirk 17 - Obergiesing-Fasangarten) die Spixstrasse benannt (Spixstrasse).

## Ehrung

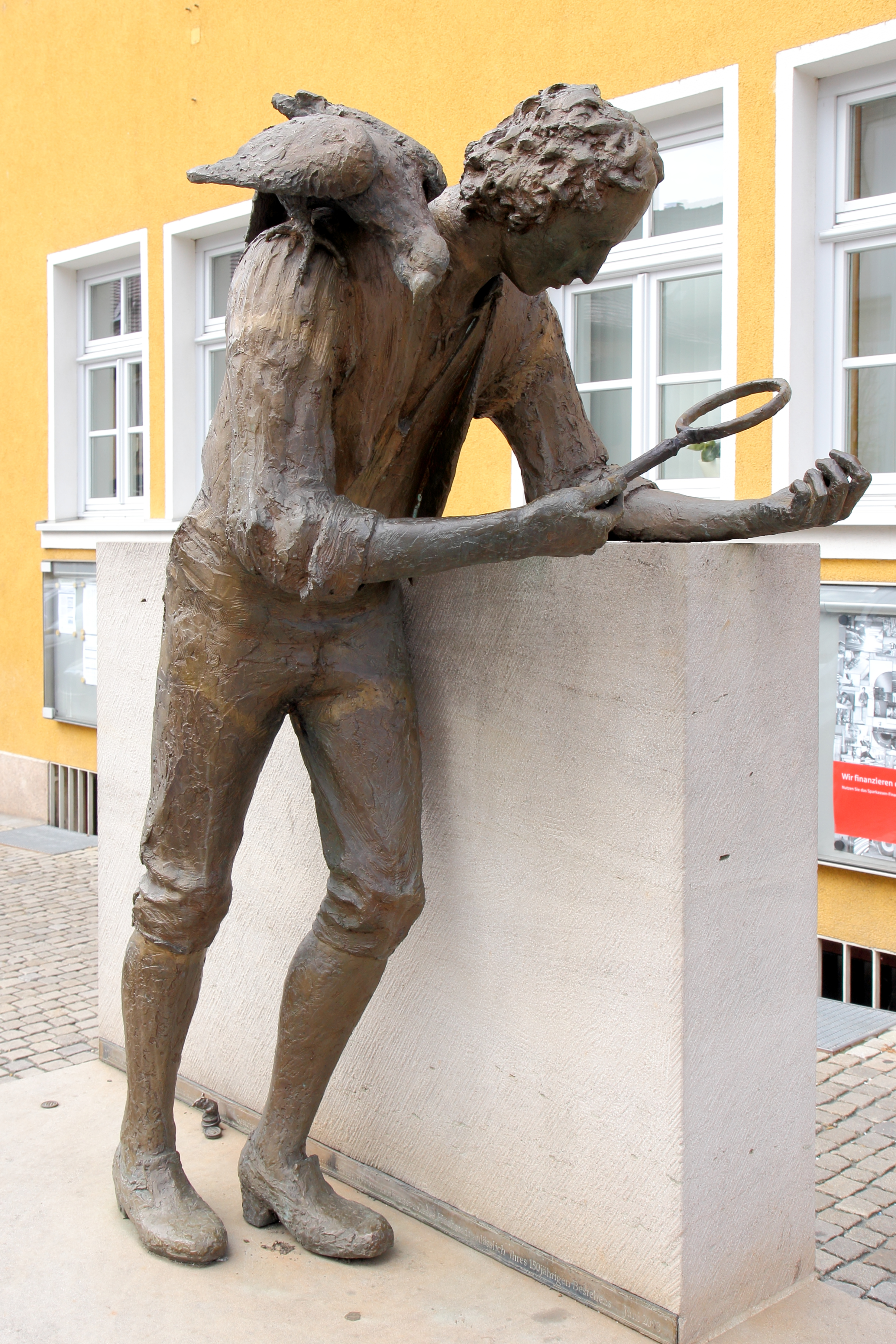
Spix Denkmal am Marktplatz von Höchstadt an der Aisch

In seiner Geburtsstadt Höchstadt an der Aisch wurde am Marktplatz ein Denkmal errichtet das Spix mit einer Lupe und einem Spix-Ara auf der Schulter zeigt.

## Wissenschaftliche Bedeutung

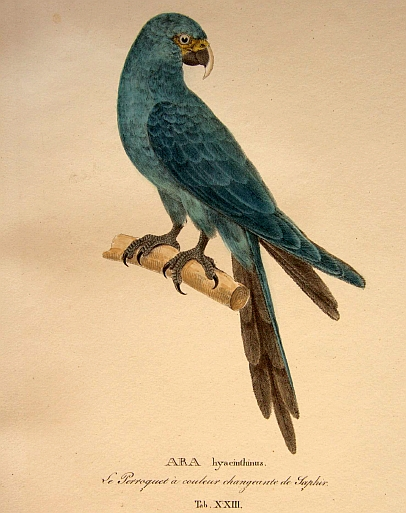
Spixara, Abbildung des Typusexemplares von 1824

Spix beschrieb viele Vögel, Affen und Fledermäuse, Schildkröten und Amphibien aus Brasilien. Insbesondere seine Beschreibungen der Vögel von Brasilien (1824, zwei Bände) sind von großer Bedeutung. In diesem Werk beschrieb er auch einen blauen Papagei, der später von seinem Schüler Johann Georg Wagler nach Spix benannt wurde: der Spixara. Aufgrund seines frühen Todes konnte Spix jedoch die wissenschaftliche Bearbeitung eines Großteils seines Materials nicht abschließen. Beispielsweise setzte Louis Agassiz die von Spix begonnene Klassifizierung der von ihm gefundenen Süßwasserfische Brasiliens fort und fand auf diese Weise zu einem seiner wichtigsten Forschungsgebiete, der Ichthyologie. Die Insekten wurden von Maximilian Perty bearbeitet. Wagler beschrieb unter Verwendung der Aufzeichnungen von Spix auch die Schlangen aus Brasilien.
Ein verschiedentlich vorgebrachter Kritikpunkt an Spix’ Wirken ist die Tatsache, dass er und Martius zwei Indianerkinder im Alter von ca. 10 bis 14 Jahren nach München mitbrachten. Dies lässt sich nur aus dem Geist der damaligen Zeit heraus verstehen. Die beiden Kinder wurden Juri bzw. Johannes und Miranha bzw. Isabella genannt. Die Namen Juri und Miranha bezeichnen das Volk, dem sie jeweils entstammten. Ihre eigentlichen Namen kennen wir nicht (Isabella und Johannes waren die christlichen Namen, auf die sie getauft wurden). Da sie aus verschiedenen Ethnien stammten und verschiedene Muttersprachen hatten, konnten sie sich nicht miteinander verständigen. Trotz medizinischer Fürsorge verstarben die beiden schon bald in München. Ihr Grabrelief von Johann Baptist Stiglmaier ist erhalten geblieben.
1820 wurde Spix Mitglied der Leopoldina.
Spix wurde verschiedentlich als „bayerischer Humboldt“ bezeichnet. Die wissenschaftliche Bedeutung von Spix wurde insbesondere von dem früheren Direktor der Zoologischen Staatssammlung Ernst Josef Fittkau (1927–2012) in verschiedenen Veröffentlichungen gewürdigt, nachdem er in früheren Jahren stark im Schatten von Martius gestanden hatte, der nach der Brasilienreise viele Jahre in München als Professor lebte und lehrte. In den letzten Jahren wurden zunehmend die Leistungen Spix’ auch außerhalb der Zoologie beachtet, so in Ethnologie und durch die Entdeckung der Santana-Formation, heute Weltkulturerbe.
Das Geburtshaus von Spix in Höchstadt ist inzwischen ein Museum, das 2019 neu gestaltet wurde und 2021 mit dem Bayerischen Museumspreis ausgezeichnet wurde. Darin sind die Forschungen von Spix dargestellt, Bücher von Spix ausgestellt und Gesteine und Tiere gezeigt, die Spix aus Brasilien mitgebracht hat.
Seit 1981 wird die Ritter-von-Spix-Medaille an besonders verdiente Gönner und Mäzene der Zoologischen Staatssammlung München verliehen. Die Universität Bamberg hat 2015 eine Gastprofessur mit dem Namen „Johann-von-Spix-Professur“ eingerichtet.

## Dedikationsnamen
- Spixara (ein Papagei, wurde von Spix entdeckt und nach ihm benannt)
- Spix-Brüllaffe, Spix-Nachtaffe, Spix-Saki und Spix-Schwarzkopfuakari
- Spix-Gelbzahnmeerschweinchen
- Micrurus spixii (eine Riesenkorallenschlange)
- Santanadactylus spixi (ein Flugsaurier aus der Santana-Formation)
- Asolene spixi (Zebra-Apfelschnecke)
- Tetracha spixii (ein Sandlaufkäfer)
- Spixia (eine Gattung von Landschnecken, die nur in Südamerika vorkommen)
- Spixiarum (eine fossile Pflanzengattung aus der Santana-Formation)[25]
- Die Pflanzengattung Spixia Schrank aus der Familie der Korbblütler (Asteraceae)[26]

Genaueres, Literatur und weitere Taxa, die nach Spix benannt sind, siehe

## Wichtigste Veröffentlichungen von J. B. von Spix
1. 1811: Geschichte und Beurtheilung aller Systeme in der Zoologie nach ihrer Entwicklungsfolge von Aristoteles bis auf die gegenwärtige Zeit. – Nürnberg, Schrag’sche Buchhandlung I-XIV;710pp.
2. 1814: Abhandlung über die Affen der alten und der neuen Welt im Allgemeinen, insbesondere über den schwarzen Heulaffen (Simia Belzebul Linné) und über den Moloch (Simia Moloch Hofmannsegg) nebst den Abbildungen der beiden Letzten (Tab. XVII, XVIII), und einem Verzeichnis aller bis jetzt bekannten Affenarten. – Denkschr. d. Kgl. Akad. d. Wiss. München: 321–342, 2 Taf. zur Online-Version bei der Bayer. Akademie der Wissenschaften
3. 1815: Cephalogenesis sive Capitis Ossei Structura, Formatio et Significatio per omnes Animalium Classes, Familias, Genera ac Aetates digesta, atque Tabulis illustrata, Legesque simul Psychologiae, Cranioscopiae ac Physiognomiae inde derivatae. -Typis Francisci Seraphici Hübschmanni, Monachii: 11 u. 72pp; 9 Taf.
4. 1824: Animalia nova sive species novae Testudinum et Ranarum, quas in itinere per Brasiliam annis MDCCCXVII – MDCCCXX Iussu et Auspiciis Maximiliani Josephi I. Bavariae Regis suscepto collegit et descripsit. – Typis Franc. Seraph. Hübschmanni, Monachii: 1–29, 22 Taf. – reprinted 1981 Soc. for the Study of Amphibians and Reptiles, Oxford; with an introduction by P. E. Vanzolini
5. 1824: Avium species novae, quas in itinere per Brasiliam Annis MDCCCXVII – MDCCCXX Iussu et Auspiciis Maximiliani Josephi I. Bavariae Regis suscepto collegit et descripsit. -Typis Franc. Seraph. Hübschmanni, Monachii: Tom. I, 1–90, 91 Taf.; Tom. II, 1–85, 109 Taf.
6. Wagler, J. (Herausgeber J. B. Spix) 1824: Serpentum Brasiliensium Species novae ou Histoire Naturelle des especes nouvelles de Serpens, Recueillies et observées pendent le voyage dans l’interieur du Brésil dans les Années 1817, 1818, 1819, 1820 … publiée par Jean de Spix, … écrite dàprès les notes du Voyageur par Jean Wagler – Typis Franc. Seraph. Hübschmanni, Monachii: 1–75, 26 Taf. – reprinted 1981 Soc. for the Study of Amphibians and Reptiles, Oxford; with an introduction by P. E. Vanzolini
7. Spix & Martius 1823–1831: Reise in Brasilien auf Befehl Sr. Majestät Maximilian Joseph I. König von Baiern in den Jahren 1817–1820 gemacht und beschrieben. 3 Bände und 1 Atlas. Verlag M. Lindauer, München. 1388pp. (Band II und III bearb. und hrsg. von C.F.Ph. v. Martius) Digitalisat des Atlas; Digitalisat des ersten Bands (Biodiversity Heritage Library) – Neudruck, 1967, F. A. Brockhaus Komm. Ges. Abt. Antiquarium, Stuttgart.